# Yanqing
Yanqing (cinese semplificato: 延庆县; cinese tradizionale: 延慶縣; mandarino pinyin: Yánqìng Qū) è un distretto di Pechino. Ha una superficie di 1.993 km² e una popolazione di 350.000 abitanti al 2025. Fu trasformato da contea a distretto nel 2015.

## Sport
Il distretto è sede della stazione sciistica Xiaohaituo e della pista di bob, skeleton e slittino del National Sliding Centre, realizzate in occasione dei XXIV Giochi olimpici invernali del 2022.